# Hanna-Barbera

Unul din logo-urile studioului Hanna-Barbera

Hanna-Barbera Cartoons, Inc. (/ˈhænə bɑrˈbɛərə/ bar-BAIR-ə) a fost un studio de animație și o companie de producție din Statele Unite ale Americii care a fost activ din 1957 până la absorbirea sa de către Warner Bros. Animation în 2001. Fondat pe 7 iulie 1957 de creatorii Tom și Jerry William Hanna și Joseph Barbera, a avut sediul la Kling Studios din 1957 până în 1960, apoi în Cahuenga Blvd din 1960 până în 1998 și ulterior în Sherman Oaks Galleria în Sherman Oaks din 1998 până în 2001.
În 1958, Huckleberry Hound a debutat, apoi Familia Flintstone, Ursul Yogi, Super motanul, Familia Jetson, Jonny Quest, Curse Trăsnite, Scooby-Doo, unde ești tu! și Ștrumfii au urmat. Este posibil ca Hanna-Barbera să fi uzurpat Disney ca cel mai de succes studio de animație din lume, cu personajele sale devenind omniprezente în diferite tipuri de media și nenumărate produse de consum.
Cu toate acestea, în anii 1980, averea studioului era în declin, deoarece profitabilitatea desenelor animate de sâmbătă dimineața a fost eclipsată de sindicarea în timpul săptămânii după-amiază. Taft Broadcasting a achiziționat Hanna-Barbera în 1966 și și-a păstrat proprietatea până în 1991 când Turner Broadcasting System a achiziționat studioul, folosind catalogul său anterior să lanseze Cartoon Network anul următor.
Până când Hanna a murit în 2001, Hanna-Barbera, ca o companie și studio cu autonomie, a fost absorbită în Warner Bros. Animation în același an; însă, marca încă este activă și este folosită în scopuri de drepturi de autor, marketing și branding pentru fostele proprietăți produse acum de Warner Bros.

## Istorie

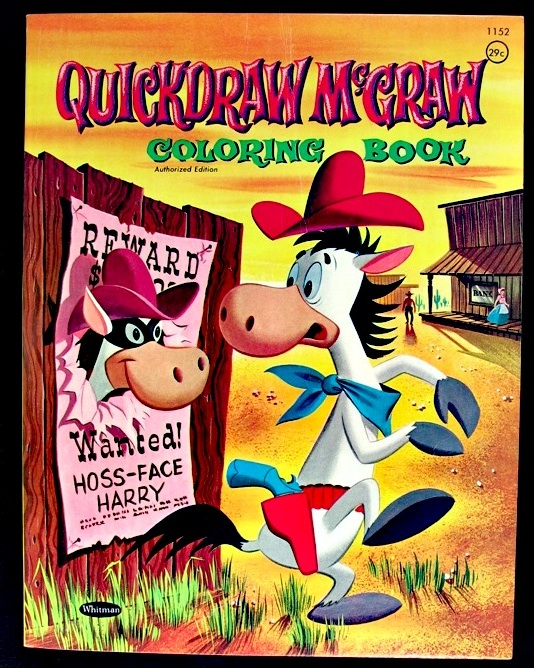
Quickdraw McGraw pe coperta unei cărți de colorat

De la începutul carierelor ca animatori la studiourile Metro-Goldwyn-Mayer în anii 1940, Joseph Barbera și William Hanna și-au propus să-l detroneze pe Walt Disney. Au reușit acest lucru în 1940, când creația lor, Tom și Jerry a surclasat Mickey Mouse. În ciuda succesului celor doi, MGM a renunțat la divizia de animație, astfel că, în 1957, nu mai aveau locuri de muncă. Motivați mai mult ca oricând, și-au creat propria companie și s-au îndreptat spre televiziune.

### Anii de succes
În 1959, Huckleberry Hound a fost prima producție care a câștigat Premiul Emmy. Cel mai mare succes l-a avut însă Familia Flintstone. Această reușită a continuat și ca plan de marketing, imaginea personajelor animate fiind vândută fabricanților de jucării. Jack and the Beanstalk a primit cel de-al doilea Premiu Emmy al companiei, grație și colaborării cu dansatorul Gene Kelly.

### Anii mai târzii
Până în 1970, Hanna-Barbera controla 80% din programele pentru copii. Însă, în ciuda progresului din acel deceniu, calitatea desenelor animate produse de companie a scăzut. De asemenea, concurența a crescut semnificativ. Toate acestea au făcut ca în anii 1980 compania să dețină doar 20% din programele pentru copii.
În 1991, Turner Broadcasting System a cumpărat Hanna-Barbera cu suma de 320 milioane $.
In 1996 Turner Broadcasting System a fost cumparat de Time Warner, prin urmare in 2001 Hanna Barbera a fost absorbit de Warner Bros Animation Studios, care era deja parte a corporatiei Time Warner.

## Deținători
După ce s-a încheiat parteneriatul lui Hanna-Barbera cu Screen Gems în 1966, studioul a fost vândut la Taft Broadcasting și a rămas sub această proprietate până în 1991, când Turner Broadcasting System l-a cumpărat în 1991 și cu librăria sa pentru canalele deținute de Turner, incluzând Cartoon Network și a rămas până în 1996, când Turner s-a unit cu Time Warner. În 2001, studioul a fost absorbit în final de către Warner Bros. Animation. De la închiderea lui Hanna-Barbera, Warner Bros. a continuat să realizeze materiale și programe noi bazate pe proprietățile sale clasice.